# Usumacinta
L'Usumacinta è un fiume dell'America centrale che scorre tra Messico e Guatemala. L'Usumacinta, che ha una lunghezza totale di 1123 km e sfocia nella baia di Campeche, è il fiume più lungo e con la maggior portata dell'America Centrale. Risulta navigabile per circa 400 km del suo percorso.
Il nome Usumacinta deriva dalla voce nahuatl Ozomatzintlan, ovvero "Luogo delle Piccole Scimmie", formata da ozomatli "scimmia" + -tzin, diminutivo, + -tlan "luogo".
Nel suo percorso il fiume attraversa la parte nordoccidentale del Guatemala, segna poi la frontiera guatemalteco-messicana per 200 km, entra in territorio messicano attraversando gli Stati del Tabasco per sfociare infine nel Golfo del Messico, dove col fiume Grijalva forma un esteso delta paludoso.